# نیسک‌آباد (بوکان)
نیسک‌آباد (بوکان)، روستایی از توابع بخش مرکزی شهرستان بوکان در استان آذربایجان غربی ایران است.

## جمعیت
این روستا در دهستان آختاچی قرار دارد و براساس سرشماری مرکز آمار ایران در سال ۱۳۹۷، جمعیت آن ۴۱ نفر (۱۴خانوار) بوده‌است.